# 辛勝
| ウィキペディアには「辛勝」という見出しの百科事典記事はありません（タイトルに「辛勝」を含むページの一覧/「辛勝」で始まるページの一覧）。 代わりにウィクショナリーのページ「辛勝」が役に立つかもしれません。 |